# Óvoda

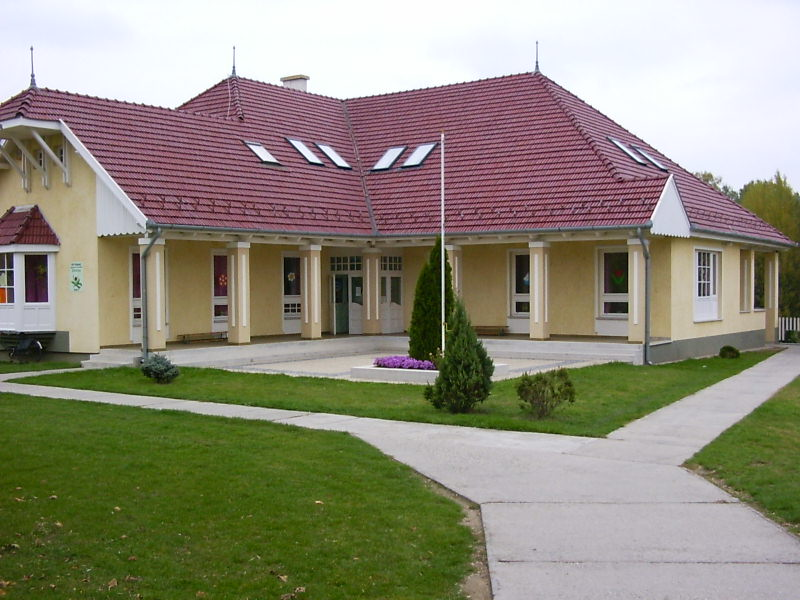
A börcsi Pitypang óvoda

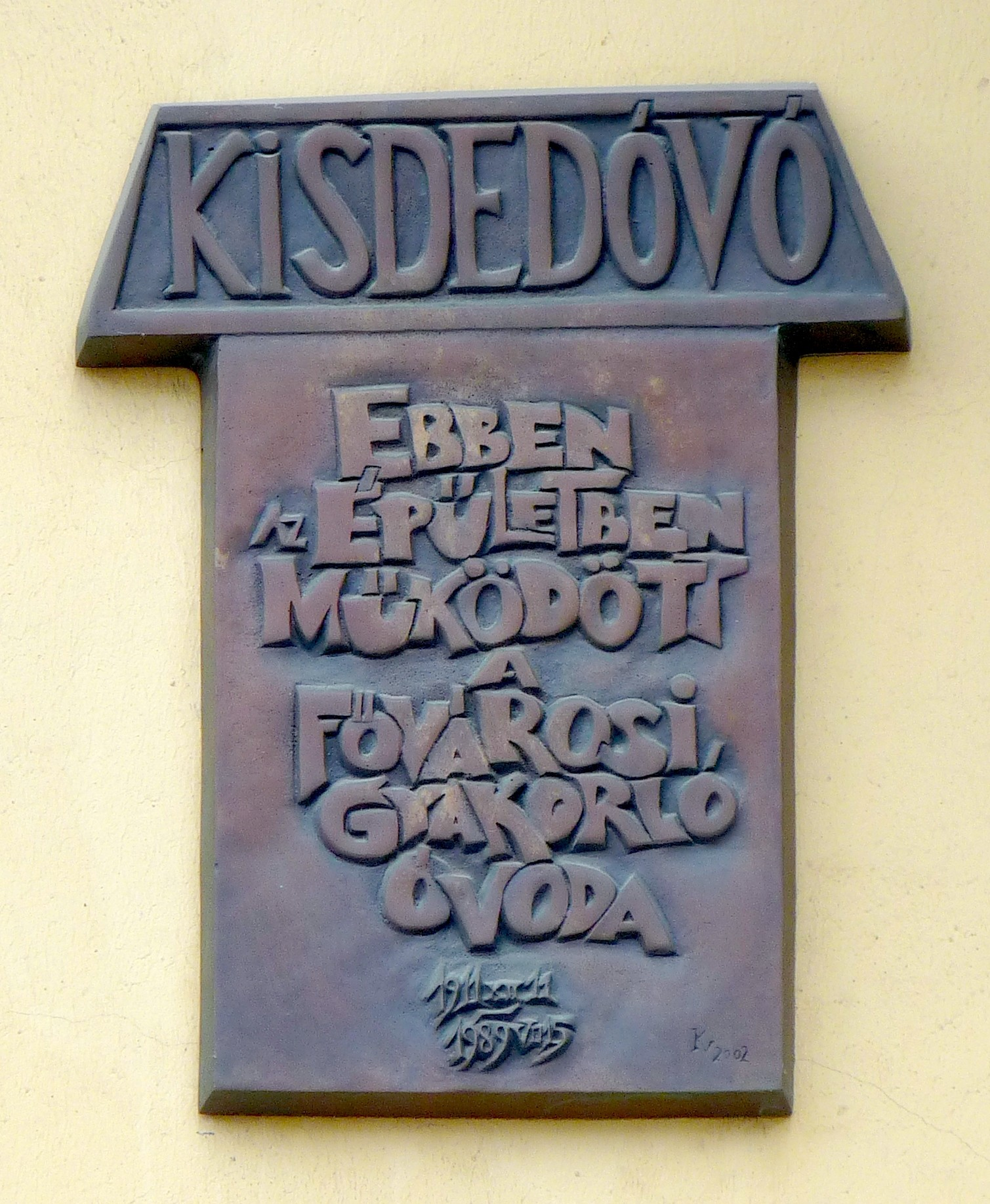
A Fővárosi Gyakorló Óvoda emléktáblája a Fazekas Mihály Fővárosi Gyakorló Általános Iskola és Gimnázium homlokzatán, amely 1911. december 11. és 1989. július 15. között otthont adott az intézménynek.

Az óvoda (népszerű becenevén ovi, ritkábban a bölcsőde régies „kisdedóvó” elnevezéséből származó dedó) a világ számos pontján elterjedt intézmény. Sok helyen része az oktatási rendszernek, és a gyermekek tanításának első lépcsőfokaként szolgál, míg van ahol iskolai előképzőként (leginkább az USA-ban), vagy egyszerű „gyermekmegőrzőként” funkcionál. Az óvodába járó gyerekek életkora országonként változó, a két legelterjedtebb rendszerben vagy 3 és 6 éves kor között, vagy 4 és 7 éves kor között van.

## Története
Magyarországon 1828. május 27-én nyitotta meg kapuját az első óvoda Brunszvik Teréz jóvoltából a budai Krisztinavárosban, a Mikó utcában. Ezt követte hamarosan még kettő: a Vízivárosban, illetve a Várban.
Brunszvik Teréz intézete (és az azt követők is) nem a mai értelemben vett óvodák voltak, hanem – kisgyermekiskolák. Széles körű elemi oktatás folyt itt. Pestalozzi didaktikai elveinek szellemében, az általa kidolgozott beszéd- és értelemgyakorlatok (Anschauungsunterricht) óvodai alkalmazása volt ez.
Első óvodáinkban – az őrzésen, gondozáson kívül – sokféle hasznos ismeretre is megtanították a gyerekeket. Akárcsak az iskolában, itt is folyt már a betűismeret, az olvasás tanítása, ami vallástani ismeretek elsajátításával párosult. A foglalkozások az első időben német nyelven folytak.
Bezerédj Amália nevéhez kötődik az első falusi kisdedóvó létrehozása. 1836-ban a Tolna vármegyei Hidja-pusztán alapította uradalmi cselédek gyermekei számára. Kislánya, Flóri együtt járt ebbe az óvodába a szegény szülők gyermekeivel. Egy óvó és egy „segédnő” foglalkozott itt a 40-60 főnyi gyermekcsoporttal.
Fontos állomása a magyar óvodaügy történetének a „Kisdedóvó Intézeteket Magyarországban Terjesztő Egyesület” megalakulása 1836-ban. Ez az országos hatókörű társadalmi szervezet vállalta az óvodák szervezését és fenntartását. Tagjai hat esztendőn át évi hat ezüstforintot fizettek be erre a célra. Működésük eredményeként az óvodák száma 1848-ig 89-re emelkedett hazánkban.
Az első óvóképzőt Tolnán hozták létre 1837-ben. Igazgatója, Wargha István a magyar óvodapedagógia elméletének kiváló művelője volt. 1843-ban könyvet jelentetett meg az óvodák fejlesztésének kérdéseiről, módszertani kérdésekről. Címe: „Terv a kisdedóvó-intézetek terjesztése iránt a két magyar hazában” (vagyis Magyarországon és Erdélyben).
Friedrich Wilhelm August Fröbel 1837-ben nyitotta meg az első németországi óvodát lakóhelyén, Bad Blankenburgban (az akkor még önálló Schwarzburg-Rudolstadt, türingiai német hercegségben). Kezdetben a „játszó és elfoglaló intézmény” névvel illette, melyet 1840-ben „gyermekkertre” (kindergarten) változtatott. Az ötlet kis idő múlva elterjedt, hála a Meyer nővéreknek, akik 1849-től kezdve önkéntes munkában szerte Németországban meghonosították Fröbel koncepcióját. A két nővér 1851-ben Angliában is létrehozta az első óvodákat, és továbbiak létrehozására ösztönözték a helybelieket. Az Egyesült Államokba költözve az egyik nővér, Margaretta Meyer Schurz alapította meg 1856-ban az első amerikai óvodát, miután már szabadidejében az otthonában tanítgatott pár kisgyermeket (saját lányával együtt), amivel nagy sikert ért el. Az első állami finanszírozású amerikai óvoda 1873-ban nyílt meg a többségében német bevándorlók által lakott St. Louis városában. Ugyanebben az évben Margarete Meyer óvodája is állami finanszírozásúvá vált.

## Magyarországon a második világháború után
A háború ezen a téren is visszaesést hozott, óvodaépületek sokasága vált romhalmazzá. (1938-ban 1140 óvodában 112 ezer gyermeket gondoztak-neveltek, 1945-ben az óvodák száma 992-re csökkent, az óvodás gyermekek száma pedig 52 ezerre esett vissza.) A nők tömeges munkába állása egyre erőteljesebben kifejeződő igényt fogalmazott meg az óvodai rendszerrel szemben, s ez lassú extenzív fejlődést eredményezett. Ennek tempója csak jóval később, a hetvenes évek elejére gyorsult fel. Az ötvenes évek elejére az óvodások száma elérte a háború előttit, 1955-ben pedig már 146 ezer óvodásról szólnak a statisztikák.
1949-ben az óvodák a Vallás és Közoktatási Minisztérium (VKM) hatáskörébe kerültek. Ettől kezdve rendszeresen foglalkoztak az óvónők át- és továbbképzésével, amelyeken a szakmai ismeretek nyújtásán túl céltudatos ideológiai nevelés is folyt. Az országgyűlés 1953-ban kisdedóvásról szóló törvényt fogadott el, amely szerint az óvoda célja az óvodáskorú gyermekeknek a szocialista pedagógia célkitűzései szerint történő nevelése, gondozása és az általános iskolai tanulmányok előkészítése.

## Funkciója

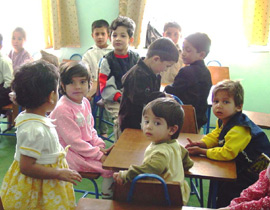
Afgán ovisok

Általában a 3-6 éves kor közötti gyerekek járnak óvodába, ahol megtanulják, hogyan kell másokkal kommunikálni, játszani illetve megfelelően viselkedni. A gyerekeket reggel, (munka előtt) hozzák be a szülők, és délután (munka után) jönnek, jöhetnek értük. Magyarországon ez reggel 7 és délután 3 óra közötti intervallumot jelöli. Délután 3 óra után is maradhatnak még a gyerekek az ún. napköziben, amíg szüleik haza nem viszik őket.
A velük foglalkozó tanár (Magyarországon „óvodapedagógus”, a köznyelvben „óvónő/óvónéni” vagy „óvóbácsi”) felügyeli a rendet és a biztonságot, miközben különféle közös foglalkozást, közös játékokat játszik a gyerekekkel, melyek révén motiválja őket szókincsük fejlesztésére, a matematika megismerésére, a tudományok és a számítógép iránti érdeklődés felkeltésére, akárcsak a zene, a művészetek (főleg rajzolás, festészet) megismerésére, illetve és a szociális viselkedési normák megértésére és azok elsajátítására. Azon gyerekek számára, akik korábban (szinte) minden idejüket otthon töltötték, az óvoda egyben megtanítja őket arra is, miképp küzdjék le szorongásukat az idegen emberek között, ha szüleik nincsenek a közelben. Ezen szorongás leküzdése után születnek rendszerint az első barátságok, általában a közös játék során sokszor együtt játszó gyerekek között. Az óvoda roppant hasznos a szülők számára is, mivel, míg gyermekük ott van, az édesanya (vagy édesapa) visszamehet dolgozni rész- vagy teljes munkaidős állásba. Az óvoda elvégzése után a gyerekek az alapfokú oktatás első osztályába kerülnek.
Az ehhez hasonló jellegű „gyermekmegőrző” sok bevásárlóközpontban, illetve más intézményben is működik, hogy amíg a szülők a dolgaikat intézik, vagy bevásárolnak, a gyereküket biztos helyen tudhassák. Ezek rendszerint némi pénzt kérnek az „őrzésért”, de van, ahol ingyenes.

## Nemzetközi óvodák
Magyarországon az elmúlt években egyre több nemzetközi óvoda jelenik meg. Ezek az óvodák leggyakrabban angol nyelvű magánóvodák, de van német, francia, kínai, és spanyol nyelvű gyermekgondozó is. Budapesten a legtöbb ilyen óvoda Buda II. és XII. kerületében található, az első angol nyelvű nemzetközi óvoda Pesten az English Garden Pre-School volt.